# Asociación Mundial de Radios Comunitarias
La Asociación Mundial de Radios Comunitarias (AMARC) es el referente organizacional, político y comunicacional de un movimiento internacional constituido en torno a las radios comunitarias, ciudadanas y populares en todo el mundo. AMARC está reconocida como organismo no gubernamental internacional (ONGI), de carácter laico y sin fines de lucro.
La misión de AMARC es promover la democratización de las comunicaciones, especialmente de la radio, para favorecer la libertad de expresión y contribuir al desarrollo equitativo y sostenible de nuestros pueblos: democratizar la palabra para democratizar la sociedad.
Los y las periodistas, comunicadores/as, radios comunitarias y centros de formación y producción asociadas a AMARC contribuyen a la libre expresión de los distintos movimientos sociales, políticos y culturales, así como a la promoción de toda iniciativa que busque la paz, la amistad entre los pueblos, la democracia  y el desarrollo. Son organizaciones y personas que trabajan por la democratización de la comunicación, la sociedad y la cultura. Reflejan y ayudan a construir las identidades, hablan las lenguas locales y producen nuevas agendas públicas para el debate de la ciudadanía. Esta construcción de ciudadanía se fundamenta en la capacidad de las mujeres y de los hombres, adultos, jóvenes, niños y niñas de establecer relaciones humanas basadas en la equidad y la igualdad.
Los y las asociados y asociados a AMARC reconocen además el papel fundamental y específico de las mujeres para establecer nuevas prácticas de comunicación, siendo esencial su participación en las estructuras de decisión y en la programación de las radios comunitarias.
AMARC es miembro de la Intercambio Internacional por la Libertad de Expresión (IFEX), una red mundial que agrupa a las asociaciones más importantes en defensa de la libertad de expresión.
En América Latina y el Caribe, la asociación fue fundada en 1990. Hoy, AMARC ALC cuenta 400 emisoras y centros de producción asociados en todos los países de la región. Además, 18 Representaciones Nacionales impulsan las actividades de la Asociación en sus respectivos países.
Dado el importante rol que juegan las radios comunitarias y ciudadanas en la región, AMARC-ALC se propone fortalecer esta red de radios a través de sus Programas, que son: 

## Programas de AMARC en América Latina y el Caribe
- Programa de Legislaciones y Derecho a la Comunicación: Pretende lograr avances y respaldos para un marco legal más favorable a las radios comunitarias y ciudadanas. Promueve el fortalecimiento de las asociadas y redes nacionales para defender y ejercer sus derechos en materia de radiodifusión y telecomunicaciones. Las líneas de acción incluyen misiones a tres países por año, asesoría jurídica y técnica a los asociados, apoyo frente a actos arbitrarios o represivos, investigaciones y base de datos legislativa y situación de las radios comunitarias.

- Programa de Género: A través de este programa, se propone promover la discusión en las radios comunitarias desde una perspectiva de género apoyando el trabajo de las mujeres, principalmente a través de la formación, el intercambio de información y de experiencias en las radios comunitarias. Este programa es particularmente activo en América Latina y el Caribe.

- Agencia Informativa Púlsar: Ofrece a las radios comunitarias, independientes y al público en general una gama completa de información de América Latina y el mundo sobre temas de interés para la sociedad civil atendiendo a la especificidad del lenguaje radiofónico. Como fuentes periodísticas, la Agencia Púlsar privilegia las radios comunitarias, periodistas y agencias de noticias vinculadas a AMARC con el objetivo de asegurar una perspectiva ciudadana y de género.

- Programa de Formación: El programa tiene como objetivos principales la articulación de todos los esfuerzos de capacitación y formación que parten desde otros programas y proyectos de AMARC-ALC. La capacitación ha sido el primer servicio de AMARC-ALC desde su fundación.

- Programa de Gestión: El Programa de Gestión se inició con la intención de construir y desarrollar nuevas metodologías y herramientas coherentes con los objetivos políticos y la realidad de las emisoras, centros y redes. El objetivo es la consolidación de cada proyecto y del movimiento de manera conjunta.

- Centroamérica en Sintonía: Los objetivos generales de CAeSI son lograr mayor incidencia política y comunicacional, fortalecer la gestión y construir o fortalecer la coordinación en red. En 2005 se inició la III Etapa: Construcción en Red desde el Fortalecimiento Local. Sus 4 componentes son: Gestión y Fortalecimiento Institucional; Construcción en Red; Perspectiva y construcción de red de Género y Incidencia Política y Comunicacional. Este último cuenta con 3 subcomponentes: Campañas; Proyecto Fortalecimiento Informativo Local y Derecho a la comunicación y políticas públicas. Cada año, las asociadas de AMARC y afiliadas de ALER reunidas en Espacios Nacionales definen las actividades a realizarse.

- Ritmo Sur: Este programa se propone la puesta en discusión de los proyectos político comunicacionales de las radios y su gestión integral, con el objetivo de actualizar y realizar los cambios necesarios en emisoras y redes. En 2003 y 2004 se realizaron viajes a los 12 países que formaran parte del programa (México, República Dominicana, Colombia, Venezuela, Ecuador, Perú, Bolivia, Brasil, Chile, Paraguay, Uruguay y Argentina) para sistematizar un diagnóstico con las redes nacionales. Ritmo Sur es un programa conjunto de AMARC y la Asociación Latinoamericana de Educación Radiofónica (ALER) con participación de Free Voice y CMC de Holanda.

- Ciudadanía Ambiental: El Programa de las Naciones Unidas para el Medio Ambiente (PNUMA) junto con 6 redes ciudadanas latinoamericanas están desarrollando el proyecto de Ciudadanía Ambiental Global. Este proyecto tiene una duración de tres años con 5 componentes: Adaptación y creación de materiales educativos e informativos, Actividades demostrativas, Capacitación y asistencia técnica y monitoreo y evaluación. Esta es la primera vez que el PNUMA desarrolla un proyecto de tal magnitud con redes ciudadanas.

- Radios Rurales: Este programa busca impulsar el desarrollo de acciones en materia de comunicación, aprovechamiento de la radio y su articulación con las Nuevas Tecnologías de la Información y Comunicación (NTICs), con el objetivo de promover el desarrollo rural que beneficie a las comunidades rurales, indígenas, afroamericanas y campesinas.